# Gare de Norbiton
 (avril 2025).
Si vous disposez d'ouvrages ou d'articles de référence ou si vous connaissez des sites web de qualité traitant du thème abordé ici, merci de compléter l'article en donnant les références utiles à sa vérifiabilité et en les liant à la section « Notes et références ».
La gare de Norbiton est une gare ferroviaire située à Norbiton, une banlieue du borough royal de Kingston upon Thames, au sud-ouest de Londres. Elle est située à 18,2 km de la gare de Londres-Waterloo, près de l'hôpital de Kingston.

## Quais
La gare de Norbiton a deux quais :
- Quai 1 – Trains pour Londres-Waterloo via Wimbledon.
- Quai 2 – Trains pour Londres-Waterloo via Kingston et Richmond et trains pour Shepperton.